# Guggenheim (familie)
De familie Guggenheim zijn de afstammelingen van Meyer Guggenheim die bekend waren vanwege hun succes in de mijnindustrie en kennis van de metallurgie. Later werden ze bekend door hun filantropische opstelling op verschillende gebieden, waaronder de moderne kunst.
De familie Guggenheim was van Zwitserse afkomst en geëmigreerd naar de Verenigde Staten.
Solomon R. Guggenheim stichtte in 1937 de Solomon R. Guggenheim Foundation, een non-profitorganisatie die een aantal musea opende, zoals het Guggenheimmuseum in Bilbao en het Solomon R. Guggenheim Museum in New York.

## Leden van de familie
- Benjamin Guggenheim (1865-1912)
- Daniel Guggenheim (1856-1930)
- Harry Guggenheim (1890-1971)
- Meyer Robert Guggenheim (1885-1959)
- Peggy Guggenheim (1898-1979)
- Solomon R. Guggenheim (1861-1949)
- Simon Guggenheim (1867-1941)